# Saint-Pierre-Lavis
Saint-Pierre-Lavis település Franciaországban, Seine-Maritime megyében. Lakosainak száma 304 fő (2018. január 1.). Saint-Pierre-Lavis Bermonville, Cliponville, Fauville-en-Caux, Ricarville, Sainte-Marguerite-sur-Fauville és Thiouville községekkel határos.

## Népesség
A település népessége az elmúlt években az alábbi módon változott:
| Lakosok száma | 242  | 267  | 302  | 304  |
|               | 2013 | 2015 | 2017 | 2018 |